# Войцехувка (Рицький повіт)
Войцехувка (пол. Wojciechówka) — село в Польщі, у гміні Клочев Рицького повіту Люблінського воєводства.
Населення — 103 особи (2011).
У 1975-1998 роках село належало до Седлецького воєводства.

## Демографія
Демографічна структура станом на 31 березня 2011 року:
|          | Загалом | Допрацездатний вік | Працездатний вік | Постпрацездатний вік |
| -------- | ------- | ------------------ | ---------------- | -------------------- |
| Чоловіки | 53      | 14                 | 32               | 7                    |
| Жінки    | 50      | 15                 | 26               | 9                    |
| Разом    | 103     | 29                 | 58               | 16                   |